# Club Bádminton Alicante
El Club Bádminton Alicante es un club de bádminton español, de la ciudad de Alicante, en la Comunidad Valenciana. Actualmente compite en División de Honor, máxima categoría nacional. Fundado el 21 de julio de 1995, recogió el testigo del Club Atlético Nadir, que fue el campeón en las dos temporadas anteriores (1993/94 y 1994/95). El CB Alicante debutaría en la temporada 1995/96, y lo hacía con una plantilla campeona (con jugadores como Dolores Marco). Logró el título en el año de su debut y en las 6 temporadas posteriores, convirtiéndose en el club más laureado del bádminton nacional (aunque posteriormente lo superaría el CB Rinconada) con 7 entorchados de manera consecutiva y sendas participaciones en la Copa de Europa. Sin embargo, desde su último campeonato en 2002, el equipo no ha vuelto a luchar por el título, sufriendo en los últimos años para mantener la categoría. En la temporada 2012/13, en la que el Recreativo de Huelva-IES La Orden se hizo con su primer campeonato, ha finalizado octavo, su mejor clasificación de los últimos tiempos, aunque lejos de aquel conjunto que dominó el bádminton español a finales del siglo pasado.

## Premios, reconocimientos y distinciones
- Finalista a Mejor Club Deportivo de la Provincia de 2006 en los Premios Deportivos Provinciales de la Diputación de Alicante[3]